# آنگاسیما تپویی
آنگاسیما تپویی (به اسپانیایی: Angasima-tepui) یک کوه در ونزوئلا است که در ایالت بولیوار واقع شده‌است. آنگاسیما تپویی ۲٬۲۵۰ متر بالاتر از سطح دریا واقع شده‌است.